# Halosciastrum
Halosciastrum là chi thực vật có hoa trong họ Apiaceae.